# Караван-сарай Гарачы
Караван-сарай Гарачы (азерб. Qaraçı karvansarası) — средневековый архитектурный памятник, расположенный в местечке Мияджик вблизи посёлка Сангачал Гарадагского района Баку.

## История

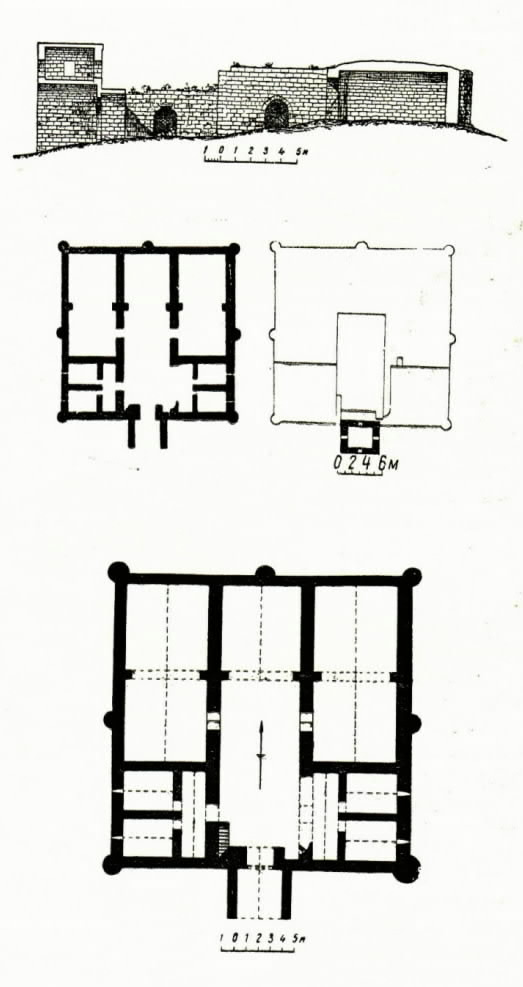
План караван-сарая

Караван-сарай Гарачы относится к XIV веку. Караван-сарай располагался на древнем караванном пути Баку-Шемаха. В XIX веке караванный путь утратил своё торговое значение и по этой причине караван-сарай Гарачы пришёл в запустение. Впоследствии в караван-сарае жили кочевые цыгане, именно поэтому местное население стали называть караван-сарай "Гарачы" (от азерб. qaraçı - "чёрные"). В некоторых источниках исторический памятник называют Караван-сарай Мияджик.
В караван-сарае имелись комнаты для гостей, слуг, а также хозяйственные постройки. Караван-сарай построен из известняка. У входа в караван-сарай имеется китабе, в котором используется имя Халил-улла. Согласно палеографии ученые предполагают, что караван-сарай построен по приказу Ширваншаха Халил-уллы II.